# Giuse Mã Trọng Mục
Giuse Mã Trọng Mục (1919 – 2020, tiếng Trung:馬仲牧, tiếng Anh:Joseph Ma Zhong-mu, phiên âm Latinh Hóa tiếng Mông Cổ:Tegusbeleg) là một giám mục của Giáo hội Công giáo Rôma. Ông từng giữ nhiệm vụ giám mục chính tòa Giáo phận Ninh Hạ. Ông từng là giám mục cao niên nhất được cả hai phía: chính quyền Trung Quốc và Tòa Thánh Rôma xác nhận là còn sống. 

## Tiểu sử
Các tư liệu về giám mục họ Mã đều không rõ ràng, các tài liệu cho rằng ông sinh ngày 1 tháng 11 năm 1918 hay ngày 1 tháng 11 năm 1919, cũng có thể là năm 1915. Theo thông tin từ Giáo phận, ông sinh ngày 1 tháng 11 năm 1919. Sau khoảng thời gian tu học, Phó tế Mã được phong chức linh mục ngày 27 tháng 6 năm 1947 hoặc năm 1950. Tòa Thánh mật báo bổ nhiệm linh mục Giuse Mã Trọng Mục làm Giám mục chính tòa Ninh Hạ, một giáo phận trống tòa đã 4 năm. Tân giám mục được cử hành nghi thức truyền chức ngày 8 tháng 11 năm 1983 hoặc năm 1984 trong bí mật. Nhà nước Trung Quốc không thừa nhận giám mục họ Mã, chính quyền bổ nhiệm linh mục Gioan Baotixita Lưu Tịnh Sơn làm giám mục Ninh Hạ. Chính quyền Trung Quốc chỉ công khai thừa nhận giám mục Sơn là Giám mục Ninh Hạ từ khi phong chức bất hợp thức năm 1993 đến năm 2009. Giám mục Sơn sau đó đã được giải vạ tuyệt thông với Giáo hội Công giáo Rôma. Không rõ chức vị giám mục Ninh Hạ của giám mục Mã Trọng Mục kéo dài đến thời gian nào, nhưng năm 2007, Tòa Thánh bổ nhiệm linh mục Giuse Lý Tinh làm Giám mục Phó Ninh Hạ, và kế nhiệm giám mục chưa được chuẩn thuận Lưu Tịnh Sơn làm giám mục Ninh Hạ ngày 20 tháng 12 năm 2009.
Ông qua đời ngày 25 tháng 3 năm 2020.